# Skala Hounsfielda
Skala Hounsfielda – ilościowa skala opisująca gęstość radiologiczną. Jej pomysłodawcą był laureat Nagrody Nobla Godfrey N. Hounsfield.

## Definicja
Skala jednostek Hounsfielda jest liniowym przekształceniem pierwotnego pomiaru liniowego współczynnika osłabienia, w której gęstość radiologiczna wody destylowanej w standardowej temperaturze i ciśnieniu (warunki standardowe) jest definiowana jako zero jednostek Hounsfielda (HU), natomiast gęstość powietrza w warunkach standardowych jest określana jako -1000 HU. Dla materiału X z liniowym współczynnikiem osłabienia {\displaystyle \mu _{X},} odpowiadająca wartość HU jest wyrażona wzorem:
{\displaystyle {\frac {\mu _{X}-\mu _{H_{2}O}}{\mu _{H_{2}O}-\mu _{powietrza}}}\times 1000,}
gdzie {\displaystyle \mu _{H_{2}O}} i {\displaystyle \mu _{powietrza}} to liniowe współczynniki osłabienia wody i powietrza odpowiednio w warunkach standardowych. Stąd zmiana jednej jednostki HU przedstawia zmianę 0,1% różnicy pomiędzy współczynnikiem osłabienia wody a powietrza lub w przybliżeniu 0,1% współczynnika osłabienia wody, ponieważ współczynnik osłabienia powietrza jest bliski zeru.

## Uzasadnienie
Powyższe normy zostały wybrane jako uniwersalnie dostępne odniesienia dostosowane do kluczowego zastosowania komputerowej osiowej tomografii, czyli obrazowania anatomii zwierząt.

## Podstawowe wartości HU dla różnych ośrodków
| Ośrodek   | HU          |
| --------- | ----------- |
| Powietrze | < −700      |
| Tłuszcz   | −80 do −100 |
| Woda      | 0 +/− 5     |
| Krew      | +80 +/− 10  |
| Mięśnie   | +40         |
| Kontrast  | +130        |
| Kości     | >+130       |

Przeczytaj ostrzeżenie dotyczące informacji medycznych i pokrewnych zamieszczonych w Wikipedii.